# 'Ain Schams
Ain Shams es un distrito de la gobernación de El Cairo, Egipto. En julio de 2017 tenía una población estimada de 616 374 habitantes. El nombre significa "Ojo del Sol" en árabe, en referencia al hecho de que el distrito contenía las ruinas de la antigua ciudad de Heliópolis, antaño centro espiritual del antiguo culto egipcio al Sol, y asentada desde el 3100 a. C. durante el Periodo Predinástico.
Se encuentra ubicado en el centro-norte del país, cerca de la ribera oriental del río Nilo.